# Артур Гарден
Артур Гарден (англ. Arthur Harden; 12 жовтня 1865, Манчестер, — 17 червня 1940, Борн-Енд, Бакінгемшир) — англійський біохімік. Нобелівський лауреат з хімії «за дослідження ферментації цукру і ферментів бродіння» 1929 року (разом з Хансом фон Ейлер-Хельпіном).

## Біографія
Артур Гарден народився в Манчестері і був третім з дев'яти дітей і єдиним сином Альберта Таєса Гардена, бізнесмена, і Ельзи (до шлюбу Макалістер) Гарден. Його батьки були набожними сектантами, які виховували своїх дітей у релігійній пуританській атмосфері, в якій засуджувалося навіть святкування Різдва. Після отримання початкової освіти в школі «Вікторіа-парк» в Манчестері він поступив в 1877 р. в Татенхол-коледж в графстві Стаффордшир, який і закінчив через чотири роки. Потім вступив до Оуенс-коледжу при Манчестерському університеті та в 1885 р., відмінно склавши іспити, отримав ступінь бакалавра з хімії.
У наступному році Гардену була присуджена стипендія, яку він використовував для завершення навчання в Німеччині в 1887—1888 рр. у Отто Фішера в Ерлангенському університеті. Там він вивчав властивості хімічної сполуки (нітрозонафтіламіна), і за цю роботу йому був присуджений докторський ступінь. У тому ж році Гарден став лектором з курсу хімії в Манчестерському університеті, де і залишався до 1897 р., коли він був запрошений хіміком в Дженнеровський (пізніше Лістеровський) інститут профілактичної медицини в Лондоні. Спочатку він викладав хімію і мікробіологію, а потім зацікавився історією природознавства. Проте після кількох років він знову цілком заглибився в дослідну діяльність, особливо в галузь дослідження ферментації цукру.
Гарден у 1906 р. був запрошений керувати біохімічним факультетом Лістеровського інституту. Через 5 років він став почесним професором біохімії Лондонського університету, одночасно будучи директором Лістеровського інституту. У 1913 р. Гарден став разом з М. В. Бейлісом співвидавцем «біохімічного журналу» («Biochemical Journal»), в якому він співпрацював протягом 26 років. За винятком періоду з 1914 по 1918 р., коли він займався військовими дослідженнями з хімії двох добре відомих водорозчинних вітамінів, Гарден все своє наукове час віддавав вивченню процесу ферментації.
У результаті нервового розладу, який прогресував протягом декількох років Гарден помер 17 червня 1940 у себе вдома в Борн-Енді (графство Бекінгемшір).

## Наукова діяльність
У процесі ферментації така макроенергетична сполука, як цукор, за відсутності кисню розпадається або до спирту і двоокису вуглецю, або до органічної кислоти. Гарден проявив особливий інтерес до ферментації, ініційованої певними бактеріями, і починаючи з 1899 р. опублікував кілька статей з цієї тематики. Ферментація також відбувається при розщепленні цукру дріжджами, одноклітинними грибами. Вважалося, що тільки інтактні і живі клітини можуть обумовити процес бродіння. Однак Гарден знав, що німецький хімік Едуард Бухнер в 1896 р. довів, що рідина, відокремлена від дріжджів, викликає бродіння, хоча сама рідина не містить живих дріжджових клітин. Більш того, Бухнер продемонстрував, що один з компонентів екстракту, фермент, який він назвав зімазой, розщеплює молекули цукру на фрагменти. Фермент є продуктом життєдіяльності клітин і функціонує як каталізатор, тобто прискорює специфічні хімічні реакції в клітині, не вступаючи в ці реакції.
Деякі вчені все ще вважали, що бродіння відбувається в результаті впливу загадкової «життєвої сили» на живу клітину, але до 1904 року для Гардена стало очевидним, що ферментація — це сукупність хімічних процесів. Для підтвердження своєї гіпотези він отримав препарат зімази і профільтрувати його під високим тиском через пористу порцеляну, просочену желатином. Він відкрив, що фермент зімаза складається з двох компонентів, один з яких проходить через такий фільтр, а інший — ні. Гарден також виявив, що бродіння припиняється, коли він видаляє який-небудь компонент із дріжджового екстракту. Це було першим доказом того, що один компонент ферменту потребує присутності другого для ефективного функціонування. Гарден залишив назву «зімаза» за одним компонентом, а другий компонент (або кофермент) став називати козімазою. Надалі він виявив, що зімаза є білком, в той час як козімаза білком не є (речовина небілкової природи).
У 1905 р. Гарден зробив свою другеосновоположне відкриття: процес ферментації вимагає наявності фосфату, що складається з одного атома фосфору і чотирьох атомів кисню. Він відзначив, що швидкість розпаду молекули цукру і утворення двоокису вуглецю і спирту з часом повільно падає. Однак, коли він додав у розчин фосфат, активність ферментації різко зросла. Ґрунтуючись на даних спостереження, Гарден зробив висновок, що молекули фосфату зв'язуються з молекулами цукру, створюючи умови для ферментативного індукування бродіння. Більш того, він виявив, що фосфат, відділяючись від продуктів реакції, у результаті складного ланцюга перетворень залишається вільним.
Робота Гардена про роль фосфату в процесі бродіння внесла вклад у вивчення явища, яке пізніше було названо проміжним метаболізмом, у вивчення сполук, що утворилися в процесі хімічних реакцій в живому організмі. У процесі бродіння багато з цих проміжних сполук діють подібно фосфору, головним чином вступаючи в реакції, а потім регенерують до того моменту, коли повністю завершиться хімічний процес. Вивчення Гарденом ферментації цукру (вуглеводу) забезпечило моделлю подальших експериментаторів, що досліджували розпад вуглеводів рослин і м'язової тканини людини.

## Нагороди
У 1929 р. Гардену спільно з Гансом фон Ейлер-Хельпіном була вручена Нобелівська премія з хімії «за дослідження ферментації цукру і ферментів бродіння». У своїй промові при презентації член Шведської королівської академії наук X.Г. Седербаум зазначив, що як Гарден, так і Ейлер-Хельпін розширили і уточнили результати більш ранніх робіт Едуарда Бухнера. «Інтерес фахівців до вивчення механізмів складних реакцій ферментації цукру, — уклав Седербаум, — дозволив зробити важливі висновки щодо основних шляхів метаболізму вуглеводів рослин і тварин».
У 1926 р. Гарден отримав дворянство і, крім Нобелівської премії, був нагороджений медаллю Деві Лондонського королівського товариства (1935). Йому були присуджені почесні вчені ступені університетів Манчестера, Ліверпуля і Афін.

## Родина
У 1900 р. Гарден одружився з Жоржиною Сідні Брідж, родом з Крайстчерча, Нова Зеландія. Дітей у них не було.